# 웬다트어

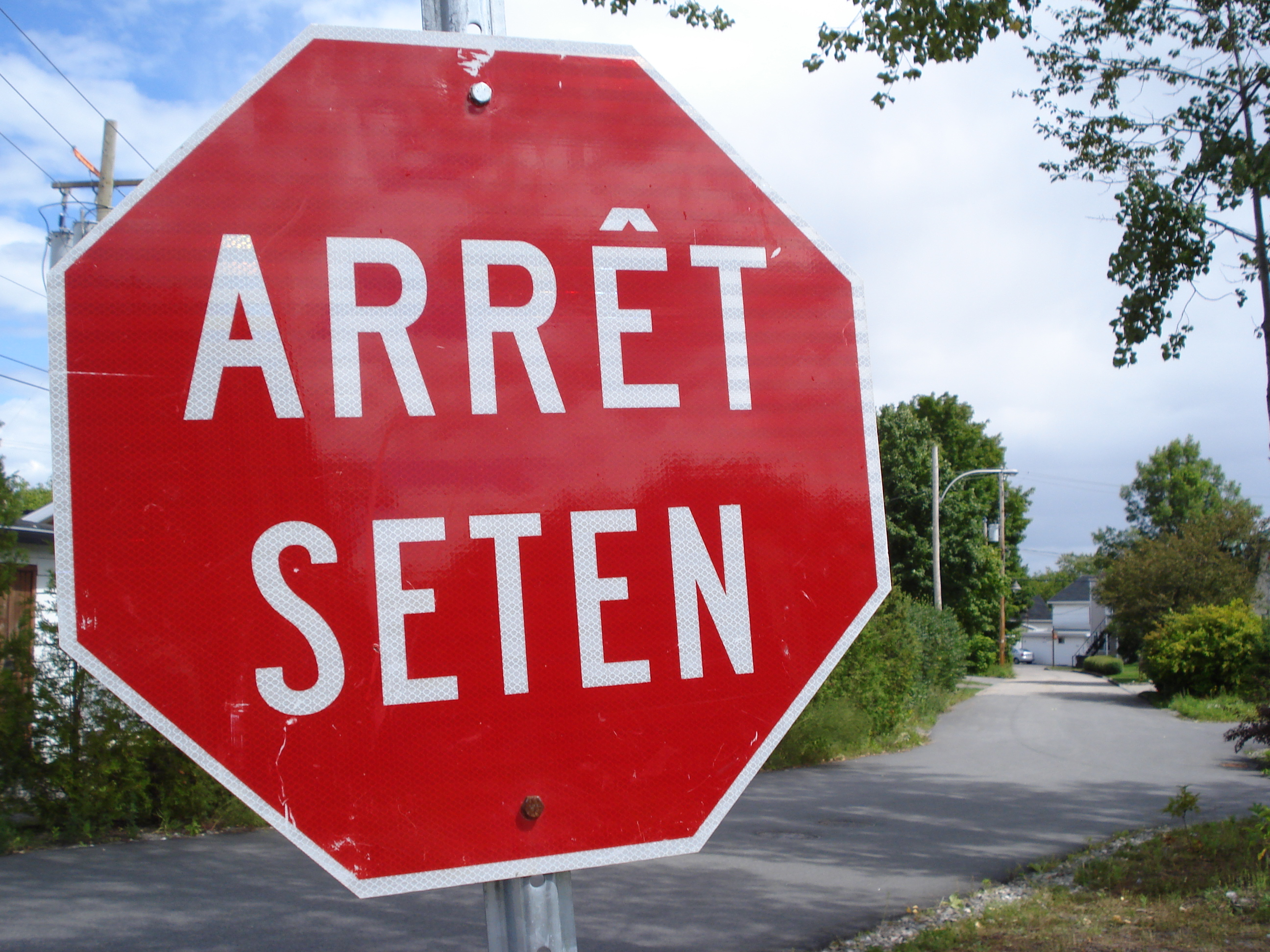
웬다크 퀘벡의 정지판

웬다트어(Wendat), 와이언도트어(Wyandot) 또는 휴런어(Huron)는 캐나다의 퀘벡 등지에 살았던 아메리카 원주민 부족인 휴런족(와이언도트족)이 쓰던 언어이다. 이로쿼이어족에 속하며, "웬다트어"의 한 방언으로서 "와이언도트어"를 구분하여 보는 학자도 있다. 미국 오클라호마주와 캐나다 퀘벡주의 와이언도트 후손들이 쓰다가 1972년 마지막 모어 화자가 사망하며 사멸했다.
비록 휴런족은 쓰지 않지만 문화인류학자인 존 스테클리(John Steckley) 박사가 이 언어를 알고 있는 유일한 사람이다. 최근에는 오클라호마와 퀘벡에서 언어 부흥이 시도되고 있다. 프랑스 선교사인 장 드 브레뵈프(Jean de Brébeuf, 1593-1649)가 크리스마스 캐롤의 가사를 웬다트어로 했다.